# ريان جونز (لاعب كرة قدم)
ريان جونز (بالإنجليزية: Ryan Jones)‏ (23 يوليو 1973 بشفيلد في المملكة المتحدة - ) هو مدرب كرة قدم ولاعب كرة قدم بريطاني في مركز الوسط. شارك مع منتخب ويلز لكرة القدم. أما مع النوادي، فقد لعب مع سكونثورب يونايتد وشيفيلد وينزداي ووركشوب تاون ‏.

## وصلات خارجية
- ريان جونز على موقع قاعدة بيانات كرة القدم.إي يو (الإنجليزية)
- ريان جونز على موقع عالم كرة القدم.نت (الإنجليزية)